# Teresa Helena Higginson

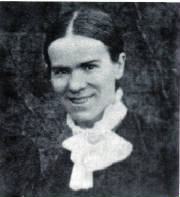
Teresa Helena Higginson

Teresa Helena Higginson (ur. 27 maja 1844 w Holywell, zm. 15 lutego 1905 w Chudleigh) – brytyjska nauczycielka, katolicka mistyczka i stygmatyczka.

## Życiorys
Jedenaście lat z przerwami uczęszczała do szkoły w Nottingham, prowadzonej przez siostry Miłosierdzia, potem została nauczycielką. Była świadkiem domniemanych objawień świętych oraz Jezusa, który w latach 1880–1883 miał jej podyktować nabożeństwo do Swojej Najświętszej Głowy i dwanaście obietnic związanych z tym nabożeństwem. Według zeznań świadków miała dar stygmatów, bilokacji, proroctwa, inedii i uzdrawiania chorych. 24 października 1887 miała uczestniczyć w mistycznych zaślubinach z Chrystusem. Została pochowana w Neston-cum Parkgate na cmentarzu św. Bonifacego. Jej objawienia nie zostały oficjalnie potwierdzone przez Kościół katolicki.